# Pseudotheristus cuspidospiculum
Pseudotheristus cuspidospiculum is een rondwormensoort uit de familie van de Monhysteridae. De wetenschappelijke naam van de soort is voor het eerst geldig gepubliceerd in 1932 door Allgén.